# Редленд (Алабама)
Редленд (англ. Redland) — переписна місцевість (CDP) в США, в окрузі Елмор штату Алабама. Населення — 5106 осіб (2020).

## Географія
Редленд розташований за координатами 32°28′53″ пн. ш. 86°8′38″ зх. д. / 32.48139° пн. ш. 86.14389° зх. д. (32.481426, -86.143759).  За даними Бюро перепису населення США в 2010 році переписна місцевість мала площу 62,91 км², з яких 62,53 км² — суходіл та 0,38 км² — водойми.

## Демографія
Згідно з переписом 2010 року, у переписній місцевості мешкало 3736 осіб у 1373 домогосподарствах у складі 1156 родин. Густота населення становила 59 осіб/км².  Було 1438 помешкань (23/км²).
Расовий склад населення:
| - 82,6 % — білих - 12,9 % — чорних або афроамериканців - 1,7 % — азіатів - 0,3 % — корінних американців - 0,1 % — вихідців з тихоокеанських островів - 1,0 % — осіб інших рас |

До двох чи більше рас належало 1,5 %. Частка іспаномовних становила 2,3 % від усіх жителів.
За віковим діапазоном населення розподілялося таким чином: 24,6 % — особи молодші 18 років, 63,8 % — особи у віці 18—64 років, 11,6 % — особи у віці 65 років та старші. Медіана віку мешканця становила 40,7 року. На 100 осіб жіночої статі у переписній місцевості припадало 100,0 чоловіків;  на 100 жінок у віці від 18 років та старших — 97,1 чоловіків також старших 18 років.
Середній дохід на одне домашнє господарство  становив 84 139 доларів США (медіана — 75 139), а середній дохід на одну сім'ю — 94 876 доларів (медіана — 84 734). За межею бідності перебувало 5,9 % осіб, у тому числі 7,5 % дітей у віці до 18 років та 1,0 % осіб у віці 65 років та старших.
Цивільне працевлаштоване населення становило 2092 особи. Основні галузі зайнятості: публічна адміністрація — 20,0 %, науковці, спеціалісти, менеджери — 16,1 %, освіта, охорона здоров'я та соціальна допомога — 15,3 %.